# Provincia de Nuristán
Nuristán (del persa نورستان) es una de las 34 provincias de Afganistán, formada en 2001 a partir de las zonas septentrionales de las provincias limítrofes de Lagmán y Kunar. 
Casi la totalidad de la población son nuristaníes. En 2004, la provincia tenía una población aproximada de 145.400 habitantes.

## Distritos

Distritos de la provincia de Nuristán.

- Bargi Matal
- Kamdesh
- Mandol
- Nuristan
- Wama
- Waygal

## Demografía

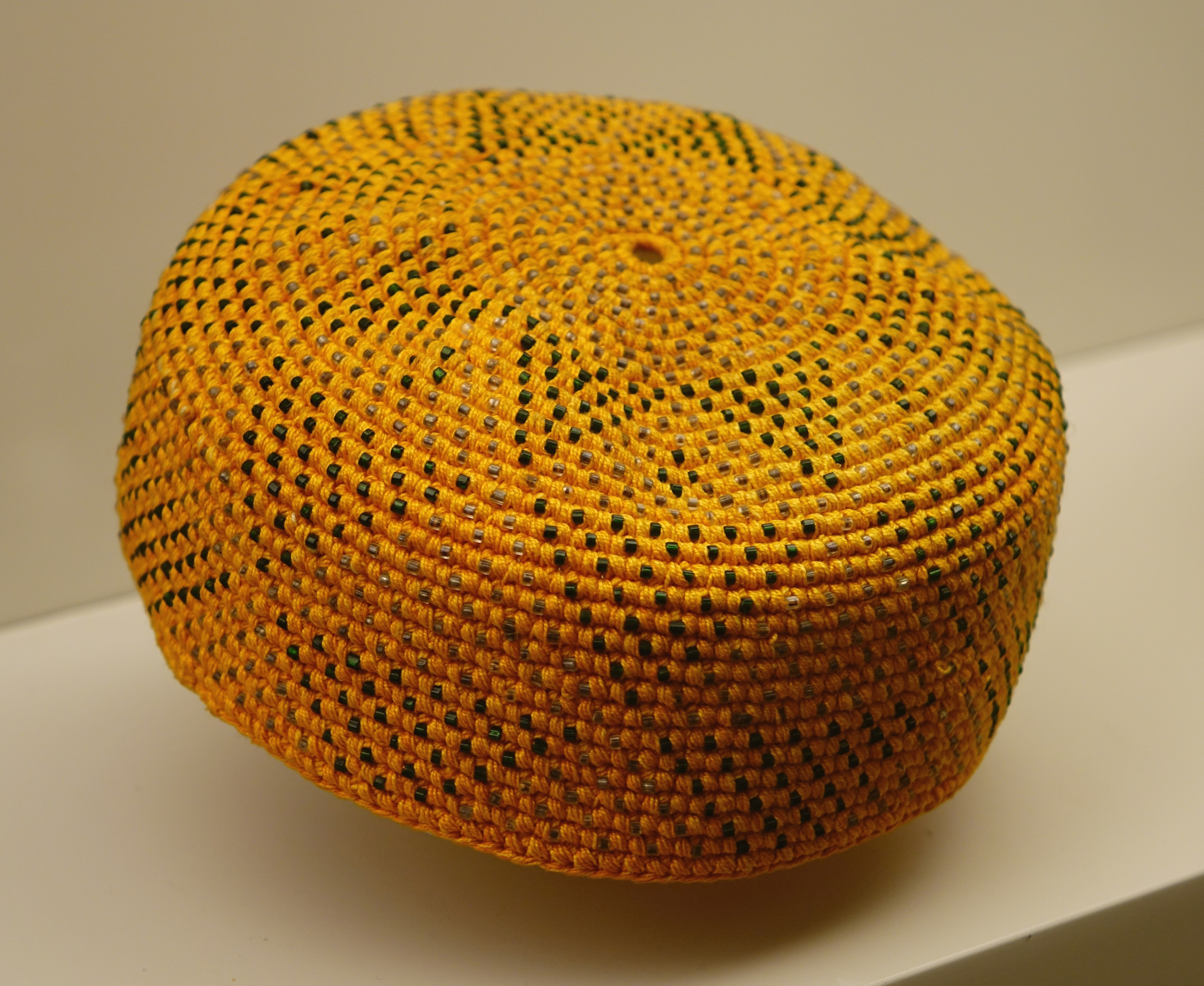
Gorro de lana y cuentas de vidrio. Usado por los hombres musulmanes de Nuristán para cubrirse la cabeza como muestra de respeto y sumisión a Alá. Museo Nacional de Antropología, Madrid, España.

Un 99,3% de los 300 000 habitantes son nuristaníes. Un 78% de la población habla las siguientes lenguas nuristaníes:
- Idioma askunu
- Idioma Kamkata-viri
- Idioma vasi-vari
- Idioma tregami
- Idioma kalasha-ala

Un 15% de la población habla el idioma pashayi. Una parte de la población también conoce el dari y el pastún, las dos lenguas oficiales de Afganistán. 
Las principales tribus nuristaníes son los katta (38%), Kalasha (30%) (no confundir con los kalash de Pakistán), Ashkori o Wamayee (12%), los Kam (10%), los Satra (5%) y los Parsoon (4%).

## Economía e infraestructura
Nuristán es una de las provincias más pobres y remotas de Afganistán. En el verano de 2006, ninguna ONG operaba allí debido a la poca seguridad y las precarias infraestructuras. Se construyeron algunas carreteras entre Nangarej, Mandol y Chapa Dara hacia Titan Dara . El exgobernador nuristaní también trabajó para que se abriese una ruta directa hacia el resto de Afganistán a través de la provincia de Lagmán, para así poder evitar la inestable provincia de Kunar.

## Historia

### Tiempos preislámicos
En el pasado se pensaba que las tropas de Alejandro Magno pasaron por la región, y la leyenda dice que los nuristaníes son los descendientes directos de Alejandro o de sus generales. En realidad, el origen de los nuristaníes se remonta a migraciones indoeuropeas anteriores. 
Hasta la última década del siglo XIX la región fue conocida como Kafiristán (en persa, "tierra de los infieles") porque los nuristaníes, un grupo étnico muy distinto de sus vecinos, profesaban el animismo, el politeísmo y el chamanismo.

### Llegada del islam
El emir Abdur Rahman Khan conquistó la región en 1895-96, los nuristaníes fueron convertidos al islam y la región pasó a llamarse Nuristán ("tierra de la luz"), en alusión a esta conversión.

### Invasión y guerra contra la Unión Soviética
Nuristán fue escenario de varios de los combates más violentos en la guerra de 1979-89. Durante un tiempo, la parte oriental de Nuristán fue una región autónoma llamada Estado Revolucionario Islámico de Afganistán, un estado wahabí dirigido por el combatiente antisoviético Maulvi Afzal y reconocido por Arabia Saudí y Pakistán. Este estado desapareció con la llegada de los talibanes. 

## Geografía y vegetación
Nuristán se encuentra en la parte sur de la cordillera del Hindu Kush. En sus valles crecen diferentes tipos de arbustos, como el agracejo, el espino cerval y diversas especies de arbustos de bayas rojas del género ribes, y árboles como el álamo y la morera. También hay bosques templados de coníferas de cedros y pinos. También crecen el nogal, el espino albar y el roble.

## Situación política
Nuristán es una provincia muy homogénea desde el punto de vista étnico y por esto hay pocos incidentes de violencia interétnica. Sin embargo, hay casos de disputas entre habitantes que han durado décadas. Nuristán ha sufrido la dificultad de acceso y la falta de infraestructuras. La presencia gubernamental es precaria en esta provincia y las limítrofes. El sistema educativo es débil y hay muy pocos maestros. 
Lo escarpado del terreno hace que su frontera con Pakistán sea muy porosa, facilitando el tránsito de personas y bienes. Nuristán es una de las rutas principales de contrabando entre Afganistán y Pakistán.
Un mapa del Ministerio del Interior afgano del 5 de agosto de 2009 mostraba la región occidental "bajo control del enemigo". El 3 de octubre de 2009, pequeñas bases de militares afganos y estadounidenses cerca de Kamdesh fueron atacadas por los talibanes. Al menos ocho militares estadounidenses y dos afganos fueron muertos.